# Retrotheristus
Retrotheristus är ett släkte av rundmaskar. Retrotheristus ingår i familjen Monhysteridae.
Släktet innehåller bara arten Retrotheristus breviseta.